# Polineuropatia demielinizzante infiammatoria cronica
La polineuropatia demielinizzante infiammatoria cronica,  in sigla dall'inglese CIDP, è una malattia infiammatoria delle parti del sistema nervoso situate al di fuori del cervello e del midollo spinale (nervi periferici). La demielinizzazione significa che lo strato isolante ricco di grassi (mielina) attorno alle fibre nervose si rompe e la polineuropatia significa che la funzione in diversi nervi è compromessa. La CIDP attacca i nervi che controllano la potenza muscolare, la sensazione ed i riflessi ( atassia, ariflessia) e talvolta anche le funzioni involontarie, come il ritmo cardiaco o i movimenti intestinali. La compromissione sensoriale nella CIDP è generalmente maggiore per le vibrazioni e il senso della posizione rispetto al dolore e al senso della temperatura, riflettendo il coinvolgimento di fibre mielinizzate più grandi. La malattia di solito si sviluppa simmetricamente in diversi nervi contemporaneamente. La malattia può evolversi con una remissione parziale o completa, con recidive, o con un decorso cronico progressivo di lunga data. Se non trattato, il 30% delle persone con la CIDP passerà alla dipendenza dalla sedia a rotelle.
Sono state descritte numerose varianti di CIDP che presentano aspetti immunitari o infiammatori e prove elettrofisiologiche e/o patologiche della demielinizzazione in comune. Non esiste consenso sull'approccio migliore alla nomenclatura di questi disturbi. La CIDP è un importante sottoinsieme di polineuropatie demielinizzanti acquisite croniche. In questo contesto, la CIDP viene presa in considerazione quando i pazienti hanno un disturbo simmetrico del motore prossimale e distale predominante.
Le varianti CIDP includono pazienti con sintomi prevalentemente sensoriali, quelli con un disturbo simmetrico distale, quelli con neuropatia sensomotoria multifocale o mononeuropatia sensomotoria con blocco di conduzione prominente (nota anche come neuropatia di Lewis-Sumner) e quelli con CIDP associata alla demielinizzazione del sistema nervoso centrale non periferico o ad altri disturbi sistemici.
I seguenti disturbi sono considerati distinti dalla CIDP perché hanno caratteristiche fisiopatologiche specifiche e rispondono ai trattamenti in modo diverso rispetto ai pazienti con CIDP: Neuropatie demielinizzanti associate a immunoglobuline M (IgM) e/o paraproteine, comprese quelle associate alla glicoproteina MAG; sindrome POEMS (polineuropatia, organomegalia, endocrinopatia, gammopatia monoclonale e alterazioni cutanee); neuropatia motoria multifocale.
Esiste anche una forma acuta di polineuropatia infiammatoria, sindrome di Guillain-Barré strettamente correlata alla CIDP. Mentre la CIDP è insidiosa e progressiva, la sindrome di Guillain-Barré ha un decorso più rapido e una grande percentuale guarisce entro sei-dodici mesi.

## Storia
La CIDP è stato descritta per la prima volta dal neurologo americano James H Austin. Solo nel 1984, i medici americani Peter J. Dyck e Barry G. Arnason poterono confermare che si trattava di una reazione infiammatoria che colpiva la mielina nei nervi periferici.

## Epidemiologia
La CIDP può verificarsi sia nei bambini che negli adulti con una prevalenza aggregata pari a 2,81 / 100 000; ma è generalmente accettato che la sua prevalenza sia sottovalutata. L'età più comune per contrarre la CIDP è di 50-70 anni.  All'età di 0-18 anni, solo poche persone all'anno soffrono della malattia, mentre diventa più comune con l'aumentare dell'età. Da varie ricerche emergerebbe una predominanza maschile. La prevalenza è di circa 1 / 200 000 bambini e 1-7 / 100 000 adulti.

## Eziopatogenesi
La causa sottostante della CIDP non è nota. Si pensa che sia causata dal sistema immunitario che attacca e danneggia erroneamente la guaina dei nervi periferici.  La guaina mielinica è il rivestimento protettivo delle fibre nervose.
La CIDP è considerata una malattia immunomediata (autoimmune/disimmune), il che significa che il sistema immunitario è indirizzato da vari fattori scatenanti erroneamente contro tessuti del corpo. Nella CIDP, il sistema immunitario attaccherebbe la mielina attorno alle fibre nervose, causando un'infiammazione dei nervi periferici. La capacità del nervo di trasmettere impulsi elettrici viene compromessa o cessa completamente e la forza muscolare e la sensazione nelle braccia e nelle gambe peggiorano. Nella CIDP, a differenza della sindrome di Guillain-Barré, il sistema immunitario non è in grado di disattivare l'attacco infiammatorio maligno contro i nervi periferici e la malattia è quindi prolungata. Nel tempo, e specialmente se la malattia non viene curata, l'infiammazione può anche influenzare le fibre nervose stesse. Il danno alla mielina può guarire completamente o parzialmente con un trattamento precoce con farmaci antinfiammatori e con l'immunoterapia, ma se il nervo (l'assone) stesso è danneggiato, i sintomi possono persistere. La lesione degli assoni è probabilmente dovuta non solo all'infiammazione del nervo, ma anche a fattori precedentemente sconosciuti che accelerano il processo di invecchiamento nel nervo (neurodegenerazione). Ciò può spiegare perché alcune persone con CIDP si stanno costantemente deteriorando nonostante l'immunoterapia intensiva.
Il coinvolgimento dell'immunità cellulare è supportato dall'evidenza dell'attivazione delle cellule T, dall'attraversamento della barriera emato-encefalica da parte delle cellule T attivate e dall'espressione di citochine, fattore di necrosi tumorale, interferoni e interleuchine.
Tuttavia, i fattori immunologici specifici scatenanti la CIDP nella maggior parte dei pazienti rimangono poco chiari.

### Fattori neuropatologici
Le caratteristiche patologiche caratteristiche della CIDP includono la demielinizzazione segmentaria e la rimielinizzazione dei nervi periferici e la formazione di bulbi di cipolla. Il termine "bulbo di cipolla" si riferisce all' ingrossamento dei nervi colpiti quando osservati al microscopio nella sezione trasversale. Come risultato di ripetuti episodi di demielinizzazione e rimielinizzazione, i nervi colpiti si ingrossano a causa di spirali sovrapposte di cellule di Schwann   proliferanti che circondano gli assoni demielinizzati.
Il coinvolgimento dei nervi è irregolare, con un coinvolgimento disuguale sulla lunghezza di un nervo. La demielinizzazione tende a verificarsi paranodalmente, vicino ai nodi di Ranvier. Vari gradi di edema interstiziale e infiltrati di cellule infiammatorie endoneuriali, inclusi linfociti e macrofagi, sono rilevabili al microscopio.
Sebbene la CIDP sia un disturbo principalmente demielinizzante, di solito è presente anche un certo grado di degenerazione assonale. Il meccanismo della degenerazione assonale nella CIDP non è noto ma è stato considerato un prodotto secondario del processo infiammatorio demielinizzante.

### Anticorpi nodali e paranodali
In circa il 10 percento dei pazienti con diagnosi clinica di CIDP ed in alcune varianti della CIDP sono stati identificati autoanticorpi contro le proteine nodali e paranodali, che sono considerati patogeni. La maggior parte sono gli anticorpi delle sottoclassi di IgG4 diretti contro proteine vicine al nodo di Ranvier, comprese le isoforme neurofascina e la contactina 1. La patogenesi della neuropatia in questi pazienti sembra essere distinta dalla CIDP classica e la classificazione si sta evolvendo. Alcuni anticorpi sono stati anche descritti in pazienti con altre neuropatie ed è necessaria un'ulteriore comprensione della specificità e della rilevanza clinica.

### Ereditarietà
Nessuna mutazione nei geni è stata associata alla malattia. Tuttavia, ci sono alcune persone con polineuropatia ereditaria ( malattia di Charcot Marie-Tooth ) che hanno anche la CIDP.  Quando i sintomi della CIDP si manifestano già durante l'infanzia o l'adolescenza, o se ci sono parenti che hanno una lieve compromissione della funzione del nervo periferico, si dovrebbe sospettare una polineuropatia ereditaria sottostante.
Spesso, non è possibile determinare esattamente cosa ha scatenato la malattia, ma in alcuni casi si ritiene che un evento scatenante esterno abbia innescato l'attivazione del sistema immunitario contro i nervi periferici. Alcuni farmaci sono noti per essere in grado di scatenare la malattia, come gli inibitori del TNF-alfa e l'interferone-alfa. L'incidenza del CIDP è anche leggermente aumentata in una serie di altre malattie, come l'infezione da HIV, la malattia infiammatoria intestinale, la malattia reumatologica (ad esempio il lupus eritematoso sistemico), la psoriasi, il diabete e il carcinoma linfonodale (linfoma) o come conseguenza di trasfusioni o trapianti.

## Clinica
I sintomi possono regredire e ripresentrsi o progredire lentamente. Di norma, la malattia inizia con una crescente debolezza dei piedi e della parte inferiore delle gambe. La debolezza ti dà un'andatura incerta ed è facile inciampare. A volte non si riesce a sollevare la punta del piede quando si cammina.
Con il passare del tempo, anche la forza dei muscoli della coscia si indebolisce e diventa difficile alzarsi dalla seduta e più difficile camminare. Puoi provare formicolio e intorpidimento nella parte inferiore delle gambe. Alla fine, anche le mani possono indebolirsi, causando la perdita di cose e rendendo difficile tenere gli oggetti. Alcune persone con CIDP hanno la camminata instabile e non tengono ferme le braccia (tremito). Nelle fasi successive della malattia, può diventare evidente la perdita di muscoli (atrofia muscolare) nella parte inferiore delle gambe e delle mani. L'atrofia muscolare è dovuta alla lesione dell'assone e diventa permanente. Potrebbe anche esserci un certo grado di intorpidimento e talvolta dolore nella parte inferiore delle gambe e delle mani. Molte persone con la malattia soffrono per il continuo affaticamento.
Un 5-29% dei malati soffre per acuti dolori spontanei mentre l'80-99% presenta parestesia, con formicolii e sensazione di punture da aghi o spilli e prurito.
I sintomi non comuni sono la paralisi facciale o la paralisi dei muscoli oculari a causa dei nervi facciali interessati. A volte la malattia influisce anche sulla funzione dei nervi non volontari (autonomi), che porta a una compromissione della regolazione della pressione sanguigna o alla funzione della vescica e dell'intestino. I sintomi dei muscoli respiratori sono rari nelle forme molto gravi di CIDP.
Sebbene sia i bambini che gli adulti con CIDP manifestino sintomi simili, il modo in cui inizia la malattia e il decorso della malattia nel tempo può variare a seconda dell'età. Nei bambini, è più comune (circa il 40 percento di tutti i bambini con CIDP) che il processo avvenga con recidive. I sintomi si presentano quindi sotto forma di deterioramento periodico, in cui lo sviluppo della malattia si verifica entro 2-4 mesi. La maggior parte si riprende in tutto o in parte, ma può quindi cadere in nuove recidive. Il recupero tra le recidive richiede settimane o mesi e può spesso essere incompleto. Eccezionalmente, il miglioramento atteso fallisce dopo la prima recidiva e invece i sintomi si aggravano per diversi mesi, fino a un anno. Tale corso, con sintomi che aumentano lentamente, è chiamato progressivo.
Negli adulti con CIDP, la malattia di solito ha un andamento progressivo fin dall'inizio.
A volte all'inizio può essere difficile distinguere la CIDP dalla sindrome di Guillain-Barré. Nella sindrome di Guillain-Barré, il periodo in cui i sintomi si aggravano dura al massimo quattro settimane, mentre nella CIDP è di almeno otto settimane. Alcune persone i cui sintomi aumentano per 5-7 settimane dopo essersi ammalati ma poi si stabilizzano sono considerate affette da una forma intermedia, una polineuropatia demielinizzante infiammatoria subacuta. Dopo il trattamento, la maggior parte delle persone affette da questa forma subacuta sperimenta un miglioramento permanente e la malattia non ha un decorso cronico.

## Diagnosi
La diagnosi si basa sull'esordio debilitante dei sintomi o sul fatto che i sintomi si esauriscono, i risultati del campionamento e degli esami neurofisiologici e clinici.
Durante la prima fase, i riflessi di solito scompaiono sia nelle braccia che nelle gambe, a volte ritornano molto più tardi quando la malattia guarisce.
Per poter diagnosticare la CIDP, è necessaria una fase di deterioramento con sintomi crescenti per almeno otto settimane, che la debolezza muscolare e l'impatto emotivo hanno colpito sia le gambe che le braccia, che i muscoli della coscia e del bacino devono essere indeboliti e che i riflessi delle gambe e delle braccia sono indeboliti alternativamente.
L'infiammazione colpisce non solo la mielina lungo i nervi ma anche la barriera protettiva che esiste tra il sangue e il sistema nervoso centrale. Quando la barriera è danneggiata, le proteine del sangue arrivano al liquido cerebrospinale. È quindi possibile rilevare elevate quantità di proteine nei campioni di liquido spinale in quasi il 90 percento di tutte le persone con la malattia.
L'esame della conduttività dei nervi con elettroneurografia e la funzionalità elettrica del muscolo con un elettromiogramma mostrano che la conducibilità del nervo è compromessa o bloccata e se l'assone del nervo è danneggiato.
L'indagine con risonanza magnetica può talvolta mostrare infiammazione e ispessimento delle radici nervose.
Secondo il consenso internazionale della Federazione europea di scienze neurologiche - EFNS (ultima revisione 2010), la diagnosi di CIDP è considerata soddisfatta se sono soddisfatti i criteri clinici e neurofisiologici. Se queste condizioni non sono pienamente soddisfatte, devono essere presi in considerazione altri criteri di supporto, ad esempio risultati tipici in vari studi. In alcuni casi, un esame ecografico dei nervi nelle braccia e nelle gambe può mostrare un gonfiore, che può supportare la diagnosi.
Alcune forme di polineuropatia ereditaria possono essere diagnosticate utilizzando la tecnologia basata sul DNA e la CIDP può quindi essere vista come un'insolita complicanza di una neuropatia ereditaria altrimenti solitamente benigna.

### Diagnosi differenziale
La diagnosi differenziale si pone con:
- Poliradiculoneuropatia demielinizzante infiammatoria acuta
- Polineuropatia demielinizzante infiammatoria acuta e cronica nell'HIV
- Sclerosi laterale amiotrofica
- Lupus del sisterma nervoso centrale
- Sindromi di Cauda Equina e Conus Medullaris
- Mielopatia cervicale
- Neuropatia diabetica
- Neuropatie della malattia di Charcot-Marie-Tooth
- Miosite da corpi inclusi
- Sindrome miastenica di Lambert-Eaton (LEMS)
- Distrofia muscolare dei cingoli
- Miopatie metaboliche
- Neuropatia motoria multifocale con blocchi di conduzione
- Miastenia grave
- Complicanze neuromuscolari e miopatiche dell'HIV
- Neurosarcoidosi
- Neuropatia nutrizionale
- Sindrome pediatrica di Guillain-Barre
- Poliarterite nodosa
- polimiosite
- Poliradiculopatia progressiva nell'HIV
- Siringomielia
- Neuropatia tossica
- Mieloneuropatie tropicali
- Neuropatia Uremica
- Neuropatia vasculitica
- Neuropatia da granulomatosi di Wegener
- Encefalite di Bickerstaff

## Terapia
Il trattamento di prima linea per la CIDP è attualmente l'immunoglobulina endovenosa e altri trattamenti comprendono corticosteroidi (ad esempio prednisone) e plasmaferesi (scambio plasmatico) che possono essere prescritti da soli o in combinazione con un farmaco immunosoppressore. Recenti studi controllati mostrano che l'immunoglobulina sottocutanea sembra essere efficace per il trattamento CIDP quanto l'immunoglobulina endovenosa nella maggior parte dei pazienti e con minori effetti collaterali sistemici.
L'immunoglobulina endovenosa ha dimostrato benefici con prove di alta qualità (numerosi studi randomizzati, in doppio cieco, controllati con placebo). Minore la qualità delle prove dove la plasmaferesi, anche più volte settimana, ha prodotto miglioramenti a breve termine nell'esame neurologico e probabilmente migliorato la disabilità. Nonostante prove pubblicate meno definitive di efficacia, i corticosteroidi sono considerati terapie standard a causa della loro lunga storia di utilizzo e del rapporto costo-efficacia.
Se i sintomi non sono migliorati dal cortisone e/o dalle immunoglobuline, può essere preso in considerazione un trattamento secondario.
I farmaci immunosoppressori sono spesso citotossici (chemioterapia), incluso il rituximab che colpisce le cellule B e la ciclofosfamide, un farmaco che riduce la funzione del sistema immunitario. Anche la ciclosporina è stata usata nella CIDP ma con meno frequenza in quanto si tratta di un approccio più recente. Si pensa che la ciclosporina si leghi ai linfociti immunocompetenti, in particolare ai linfociti T.
I trattamenti immunosoppressivi non citotossici possono includere i farmaci per trapianto antirigetto azatioprina  e micofenolato mofetile.
La globulina anti-timocita, un agente immunosoppressore che distrugge selettivamente i linfociti T, è in fase di studio per l'uso nel CIDP. La globulina anti-timocita è la frazione gamma-globulina dell'antisiero proveniente da animali immunizzati contro i timociti umani. È un anticorpo policlonale.
Sebbene gli agenti chemioterapici e immunosoppressori abbiano dimostrato di essere efficaci nel trattamento della CIDP, mancano prove significative, principalmente a causa della natura eterogenea della malattia nella popolazione di pazienti oltre alla mancanza di studi controllati.
Nei casi più gravi di CIDP, quando i farmaci immunomodulatori di seconda linea non sono efficienti, a volte viene eseguito il trapianto autologo di cellule staminali ematopoietiche. Il trattamento può indurre remissione a lungo termine anche in casi gravi di CIDP refrattari al trattamento. Per migliorare il risultato, è stato suggerito che dovrebbe essere iniziato prima che si sia verificato un danno assonale irreversibile. Tuttavia, non è disponibile una stima precisa della sua efficacia clinica per CIDP, in quanto non sono stati condotti studi randomizzati controllati.
La terapia fisica e la terapia occupazionale possono migliorare la forza muscolare, le attività della vita quotidiana, la mobilità e ridurre al minimo il restringimento dei muscoli e dei tendini e le distorsioni delle articolazioni.
Le persone con la CIDP possono aver bisogno di supporto psicologico e sociale.

## Prognosi
Possono verificarsi quadriplegia, insufficienza respiratoria e morte ma sono casi molto rari. Comunque la prognosi a lungo termine è generalmente buona.  A molti soggetti rimangono intorpidimento, debolezza, tremori, affaticamento e altri sintomi residui che possono portare a una riduzione della qualità della vita Come nella sclerosi multipla, un'altra condizione demielinizzante, non è possibile prevedere con certezza in che modo la CIDP influenzerà i pazienti nel tempo. Il modello di recidive e remissioni varia notevolmente a seconda del paziente. Un periodo di recidiva può essere molto inquietante, ma molti pazienti effettuano recuperi significativi.
Se diagnosticata precocemente, si raccomanda di iniziare il trattamento prima possibile per prevenire la compromissione degli assoni nervosi.
A causa della rarità della malattia, molti medici non l'hanno mai incontrata prima. Ogni caso di CIDP è diverso da un altro e le ricadute, se si verificano, possono portare nuovi sintomi e problemi. A causa della variabilità della gravità e della progressione della malattia, i medici difficilmente saranno in grado di fornire una prognosi definita.